# 森永悦弘
森永 悦弘（もりなが よしひろ）は、宮崎県延岡市出身の日本の元アマチュア野球選手（投手）。

## 経歴
PL学園高等学校ではサイドスローからの切れの良い投球を武器にエースとして活躍。1964年夏の甲子園大阪府予選では、1回戦で日新高を相手に5回コールド参考記録ながら完全試合を達成した。決勝に進むが明星高の堀川浩伸（法大）に完封を喫し、甲子園出場を逃す。高校同期に、後にPL学園高の監督になる遊撃手の中村順司、1年下に一塁手の長井繁夫、控えの福島久、得津高宏らがいた。
高校卒業後は亜細亜大学に進学。東都大学野球リーグでは2年上の東山親雄とバッテリーを組み、エースとして1966年秋季リーグで亜大のリーグ初優勝に貢献。最優秀投手、ベストナイン（投手）に選ばれた。チームメイトに2年上の岩本紘一と東山、同期の大橋穣、内田俊雄、西尾敏征（電電中国）投手らがいる。1967年秋季リーグでは2度目の優勝を果たす。リーグ通算53試合登板、17勝9敗。1966年秋季から1967年春季にかけて、リーグ記録である8連勝を達成した。
大学卒業後は日本楽器に入社。1969年には大昭和製紙に補強され都市対抗に出場。三輪田勝利との二本柱で勝ち進む。準々決勝では先発に起用され、大学時代のライバルであった三菱重工川崎の池田善吾に投げ勝つ。準決勝は三輪田と富士重工業の石幡信弘の投手戦となり、リリーフで登板するが0-1で惜敗。同大会の優秀選手賞を獲得した。同年のドラフト会議で広島東洋カープに4位指名されたが、入団には至らなかった。1971年に新美敏、1972年に池谷公二郎が入社し、その後はリリーフに回る。1972年にはチームが都市対抗に優勝するが、あまり活躍の場はなかった。新美、池谷がプロ入りした後も深沢恵雄らと投手陣を支えた。